# Scott Williamson
Scott Williamson is een Amerikaanse acteur.

## Carrière
Williamson begon in 1982 met acteren in de televisieserie Dynasty. Hierna heeft hij nog meerdere rollen gespeeld in televisieseries en films zoals The Big Picture (1989), Hook (1991), 'JAG (2000-2001) en NCIS (2005).

## Filmografie[1]

### Films
Uitgezonderd korte films.
- 2016 Mascots - als Bruce Van Wyck
- 2009 Ingenious – als Preston
- 2008 Nothing But the Truth – als President Lyman
- 2006 For Your Consideration – als Skip
- 2006 Kill Your Darlings – als Rob Wolfton
- 2003 A Mighty Wind – als directeur van PBN TV
- 2002 Spider's Web – als Doug Caulfield
- 2001 61* – als tv verslaggever
- 2000 Best in Show – als gast op feest
- 2000 Python – als Kenny Summers
- 1998 Permanent Midnight– als Gary Warren
- 1998 Almost Heroes – als William Clark
- 1996 Waiting for Guffman – als Tucker Livingston
- 1996 Playback – als Watson
- 1995 The Price of Love – als Mark
- 1995 Future Shock – als rechercheur
- 1993 Attack of the 50 Ft. Woman – als piloot
- 1992 Kuffs – als Alan Eddy
- 1991 Hook – als trainer
- 1990 Fire Birds – als Scott Buzz
- 1989 Mutant on the Bounty – als Rick
- 1989 The Big Picture – als restaurant manager

### Televisieseries
Uitgezonderd eenmalige gastrollen.
- 2003 – 2005 Line of Fire – als Eddie Evans – 3 afl.
- 2000 – 2001 JAG – als Larry Kaliski – 3 afl.
- 1986 – 1987 Simon & Simon – als politieman – 2 afl.